# Silvia Felice
Silvia Felice (Palermo, 25 marzo 1987) è una lottatrice italiana, specializzata nella lotta libera.

## Biografia
Rappresentò l'Italia a varie edizioni dei campionati mondiali ed campionati europei senza riuscire a vincere medaglie.
Ebbe successo ai Giochi del Mediterraneo di Pescara 2009, dove vinse il bronzo ed a Mersin 2013 dove vinse il torneo dei -48 chilogrammi.

## Palmarès
- Giochi del Mediterraneo

Pescara 2009: bronzo negli -48 kg.
Mersin 2013: oro negli -48 kg.